# Municipio de Hartford (Iowa)
El municipio de Hartford (en inglés: Hartford Township) es un municipio ubicado en el condado de Iowa en el estado estadounidense de Iowa. En el año 2010 tenía una población de 1294 habitantes y una densidad poblacional de 13,73 personas por km².

## Geografía
El municipio de Hartford se encuentra ubicado en las coordenadas 41°43′56″N 92°14′28″O / 41.73222, -92.24111. Según la Oficina del Censo de los Estados Unidos, el municipio tiene una superficie total de 94.25 km², de la cual 94,25 km² corresponden a tierra firme y (0 %) 0 km² es agua.

## Demografía
Según el censo de 2010, había 1294 personas residiendo en el municipio de Hartford. La densidad de población era de 13,73 hab./km². De los 1294 habitantes, el municipio de Hartford estaba compuesto por el 97,99 % blancos, el 0,54 % eran afroamericanos, el 0,46 % eran asiáticos, el 0,7 % eran de otras razas y el 0,31 % eran de una mezcla de razas. Del total de la población el 0,93 % eran hispanos o latinos de cualquier raza.